# Mirebeau
Mirebeau település Franciaországban, Vienne megyében. Lakosainak száma 2144 fő (2022. január 1.). Mirebeau Amberre, Chouppes, Thurageau és Saint-Martin-la-Pallu községekkel határos.

## Népesség
A település népességének változása:
| Lakosok száma | 2174 | 2195 | 2248 | 2218 | 2196 | 2171 | 2147 | 2141 | 2144 |
|               | 2013 | 2015 | 2016 | 2017 | 2018 | 2019 | 2020 | 2021 | 2022 |